# كشط السعر

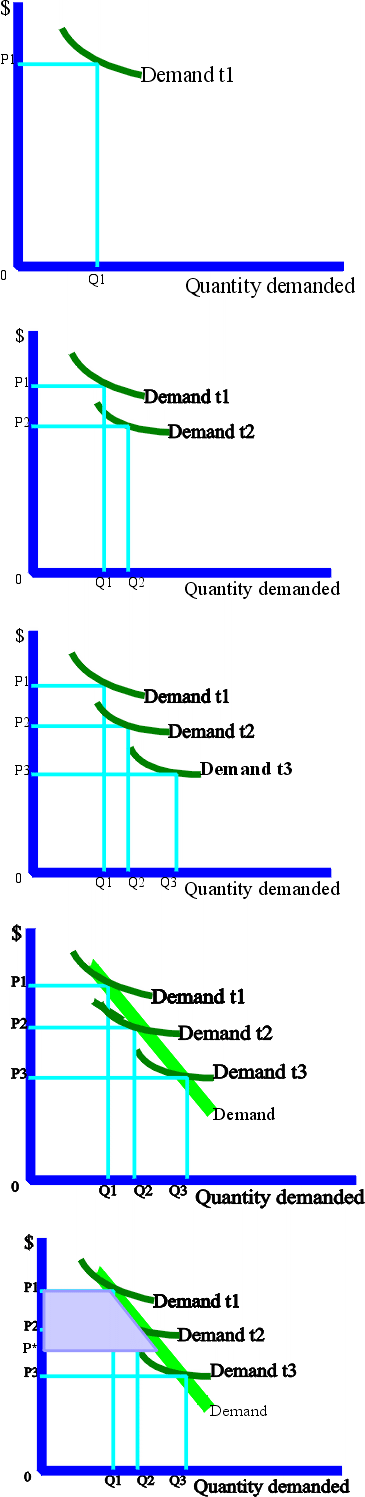
كشط السعر

كشط السعر يعد إستراتيجية تسعيرية يقوم خلالها خبير التسويق بتحديد سعر عالٍ نسبيًا للمنتج أو الخدمة في البداية، ثم يقوم بعد ذلك بتخفيض السعر بمرور الوقت. وهذا يعد إطارًا زمنيًا لاستراتيجية التمييز في الأسعار/إدارة العائد. حيث يتيح هذا للشركة استرجاع التكلفة الغارقة (غير المتكررة) بسرعة قبل الدخول في خطوات المنافسة وتقليل سعر السوق.
ويشار إلى كشط السعر في بعض الأحيان باسم النزول بمنحنى الطلب. ويعد الهدف من إستراتيجية الكشط تلك هو الحصول على فائض المستهلك. وإذا تم ذلك بنجاح، فلن يدفع أي عميل في مقابل المنتج سعرًا أقل من الحد الأقصى الذي يرغب في دفعه. ومن المنظور العملي، من المستحيل أن تحصل الشركة على كل هذا الفائض.
- إن كشط السعر هو إحدى إستراتيجيات تسعير المنتج التي تستخدمها الشركة لفرض أعلى سعر أولي قد يدفعه العميل. ومع تلبية طلب الشريحة الأولى من العملاء، تخفض الشركة السعر لجذب عميل آخر، وهي الشريحة الأكثر حساسية للسعر.

وهكذا تكتسب إستراتيجية الكشط اسمها من نزع الطبقات المتتالية من «القشدة» أو شرائح العملاء في هذه الحالة، لأن الأسعار تتراجع بمرور الزمن.

## مشكلات كشط السعر
توجد العديد من المشكلات التي من المحتمل أن تتسبب فيها هذه الإستراتيجية.
- لا تتسم هذه الإستراتيجية بالفعالية إلا عندما تواجه الشركة منحنى طلب غير مرن. وإذا كان الجدول الزمني للطلب طويل المدى يتسم بالمرونة (كما في الشكل المبين على اليمين)، فإن توازن السوق سوف يتحقق بتغيرات الكمية وليس تغيير السعر. التسعير لاختراق السوق هو أكثر الإستراتيجيات الملائمة في هذه الحالة. وإذا قامت إحدى الشركات بأي تغيير في السعر، فإن الشركات الأخرى سوف تحذو حذوها وهو ما يؤدي إلى حدوث نمو سريع في حجم الصناعة. وهكذا تحصل الشركات ذات التكلفة الأقل، والتي تنتهج إستراتيجية الاختراق، على حصة سوقية مهيمنة.
- يجب على الشركة التي تنتهج إستراتيجية كشط السعر الحذر عند التعامل مع القانون. حيث يعد التمييز في الأسعار عملاً غير قانوني في العديد من الولايات القضائية، على الرغم من أن إدارة العائد ليس كذلك. ولهذا، من الممكن أن تعد إستراتيجية كشط السعر إما شكلاً من أشكال التمييز في الأسعار أو إدارة العائد. ولضبط الأسعار، يستخدم التمييز في الأسعار خصائص السوق (مثل مرونة الأسعار)، بينما تستخدم إدارة العائد خصائص المنتج. ويرى خبراء التسويق هذا الفرق القانوني أمرًا جذابًا، بسبب وجود علاقة متبادلة في معظم الحالات بين خصائص السوق وخصائص المنتج. وعند استخدام إستراتيجية كشط السعر، فإنه يتعين على خبير التسويق أن يتحدث ويفكر في إطار خصائص المنتج حتى يبقى في إطار القانون.
- وقد يصبح معدل إرجاع البضاعة الموجودة منخفضًا جدًا للمنتجات التي خضعت لإستراتيجية كشط السعر. ومن الممكن أن يتسبب هذا في مشكلات لسلسلة توزيع المصنع. لذلك، من الضروري تقديم هوامش أعلى لتجار التجزئة لإقناعهم بالتعامل مع هذا المنتج بحماس.
- تشجع إستراتيجية كشط السعر على دخول منافسين جدد للسوق. وعندما ترى الشركات المنافسة الهوامش المرتفعة المتوفرة في هذه الصناعة، فإنهم يتحمسون لدخول السوق بسرعة.
- تُنتج إستراتيجية الكشط معدلاً متباطئًا من [الانتشار والتكيف. وهو ما يؤدي إلى وجود مستويات مرتفعة من الطلب غير الملبى. وبالتالي، يقدم للمنافسين فرصة ووقتًا إما لتقليد المنتج أو ملء هذه الفجوة بابتكار بديل. وإذا قام المنافسون بذلك، تضيع الفرصة على المصنع.
- قد يكتسب المصنع شهرة سلبية إذا قام بتقليل السعر بسرعة كبيرة دون إجراء تغييرات ملحوظة على المنتج. وسوف يشعر بعض المشترين الذين حصلوا على المنتج في وقت مبكر بأنهم قد وقعوا في فخ ما. وأنه كان من الأفضل لهم أن ينتظروا ليحصلوا على المنتج بسعر أقل. وهذا بدوره يؤدي إلى انتقال المشاعر السلبية للعلامة التجارية والشركة بأكملها.
- إن ارتفاع الهوامش قد يجعل الشركة غير فعالة. إذ لا يوجد سوى القليل من الحوافز للإبقاء على التكاليف تحت السيطرة. وهكذا تترسخ الممارسات غير الفعالة؛ مما يجعل المنافسة على القيمة أو السعر أمرًا صعبًا.

## أمثلة على كشط السعر
- تستخدم إستراتيجية كشط السعر لتسويق بعض الإلكترونيات المتطورة. مثل، جهاز بلاي ستيشن 3 من سوني الذي بلغ سعره الأولي 599 دولارًا أمريكيًا، ثم تراجع السعر تدريجيًا حتى سجل 299 دولارًا أمريكيًا.

## أسباب استخدام إستراتيجية كشط السعر
تنتشر إستراتيجية كشط السعر في معظم أسواق المنتجات التكنولوجية، حيث تحدد الشركة سعرًا مرتفعًا خلال مراحل دورة حياة المنتج الأولى. ويتم الحصول على المال من شرائح السوق العليا التي ترغب في دفع أعلى سعر أولاً. وعندما يدخل المنتج طور النضوج، يتراجع سعره.